# UCP2
La UCP2 o proteina di disaccoppiamento mitocondriale 2 è una proteina disaccoppiante che negli esseri umani è codificata dal gene UCP2.
Questa proteina fa parte della famiglia dei trasportatori degli anioni localizzati nella membrana mitocondriale interna come il vettore per il fosfato inorganico e del Ca2+ citosolico   e non solo. Il suo nome è dovuto alla elevata omologia di questa proteina con UCP1 o termogenina.
A differenza dell'UCP1, che agisce solo sul grasso bruno e quindi solo sulla termogenesi adattativa, la UCP2 non interviene in questo meccanismo; sembra invece che questa intervenga nel controllo mitocondriale dei derivati delle specie reattive dell'ossigeno (ROS).